# Eustachio Catalano
Pour les articles homonymes, voir Catalano.
Eustachio Catalano (né en 1893 à Palerme et mort en 1975 dans la même ville) est un peintre italien.

## Biographie
Peintre lié au postimpressionnisme, Eustachio Catalano participe à cinq éditions de la Biennale de Venise (XVI (1928), XVII (1930), XIX (1934), XX (1936) et XXII (1940)). En 1948 il est sélectionné pour l'Exposition nationale des beaux-arts de Rome.
Il enseigne au lycée artistique de Palerme et est professeur à l'Académie des beaux-arts de Palerme, dont il fut le directeur. Il étudie dans le quartier Sperone de Palerme.
Il est enterré dans le cimetière Sainte-Ursule (it). En 1985 la Galerie d'art moderne de Palerme lui consacre une rétrospective, qui lui est dédiée par l'Université de Palerme.
En 1991 le premier lycée artistique de Palerme fut baptisé de son nom.